# Stowarzyszenie Instruktorów i Trenerów Narciarstwa

## Cele działania
Stowarzyszenie jest organizacją zrzeszającą instruktorów narciarstwa i trenerów. Do głównych zadań stowarzyszenia należy:
- integrowanie i wspieranie środowiska instruktorskiego,
- kształcenie przyszłych kadr instruktorskich,
- ustawiczne dokształcanie instruktorów,
- reprezentowanie środowiska instruktorów w organizacjach międzynarodowych,
- tworzenie szkół narciarstwa licencjonowanych przez PZN i nadzór nad nimi,
- propagowanie zasad bezpieczeństwa w nauczaniu i w powszechnym narciarstwie,
- wspieranie i organizowanie amatorskiego współzawodnictwa sportowego,
- rozwijanie narciarstwa młodzieżowego.

## Podstawowe informacje
Stowarzyszenie powstało 27 grudnia 1989 roku w Krakowie. Zrzesza ponad 1000 demonstratorów, ponad 7100 pomocników instruktora oraz ponad 3200 instruktorów PZN.
Jest jedynym oficjalnym przedstawicielem polskich instruktorów w organizacjach międzynarodowych (INTERSKI).

## Historia
Początki stowarzyszenia wywodzą się z Polskiego Związku Narciarskiego, z Komisji Szkolenia Instruktorów i Trenerów, która wchodziła w skład Wydziału Sportu Młodzieżowego i Szkolenia Kadr PZN. Funkcję Przewodniczącego Wydziału pełnił Kazimierz Masłowski, a nad Komisją Szkolenia sprawował pieczę Zbigniew Kucia. W latach 1984–1990, kiedy funkcję Prezesa PZN sprawował płk. Lech Bafia i jego następca Stanisław Kuś, PZN przechodziło problemy finansowe i organizacyjne, które mogły doprowadzić do likwidacji Wydziału Sportu Młodzieżowego i Szkolenia Kadr. Komisja Szkolenia otrzymała polecenie od Sekretarza Generalnego PZN nakazujące przekazanie całej swojej dokumentacji do archiwum do Zakopanego. Wieloletnie działania Wydziału i jej archiwa czekała niewiadoma przyszłość i możliwa jej utrata, trudna do odtworzenia. Odbudowanie środowiska instruktorskiego w takich okolicznościach byłoby praktycznie niemożliwe.
Zaistniałe w latach 1989-90 przemiany społeczno-ekonomiczne spowodowały, iż grono działaczy Komisji Szkolenia na czele z Kazimierzem Masłowskim, Zbigniewem Kucią, Józefem Gajewiczem i Jerzym Kaliskim, postanowiło założyć samodzielną komórkę mającą na celu kontynuowanie dotychczasowej działalności, niezależnie od dalszych losów PZN. Pierwotnym antidotum na zaistniałą sytuację miała być fundacja, lecz w trakcie roboczych spotkań Kazimierz Masłowski zaproponował inną formę - stowarzyszenie, które miałoby integrować środowisko instruktorów i trenerów PZN. Do tej koncepcji przyłączyli się pozostali założyciele, a jej zebranie założycielskie w poszerzonym składzie odbyło się w Tresnej (k/Żywca) w lutym 1989 roku. Uczestniczyli w nim K. Masłowski, Z. Kucia, J. Kaliski, J. Gajewicz, K. Całka, M. Sitarz, J. Woyna Orlewicz, K. Korzeniowski, P. Klimczak, W. Lercel, M. Przelaskowski, St. Tatka.
Te działania wzorujące się na innych krajach europejskich spowodowały, że 27 grudnia 1989 roku zarejestrowano Stowarzyszenie Instruktorów i Trenerów Narciarstwa PZN z siedzibą w Krakowie przy ul. Garbarskiej 1. Na wniosek grupy założycielskiej 8 lutego 1990 roku zwołano Zebranie Organizacyjne Zespołu Założycielskiego Stowarzyszenia Instruktorów i Trenerów Narciarstwa, na którym poruszono tematy dotyczące m.in. celów, zadań oraz formy działalności Stowarzyszenia, ustalono tymczasowy Zarząd, a także uzgodniono termin Walnego Zebrania.
12 maja 1990 roku w auli Politechniki Krakowskiej przy ul. Podchorążych, odbyło się I Walne Zebranie SITN-PZN, na którym wybrano Prezesa Zarządu Stowarzyszenia – Kazimierza Masłowskiego. W skład prezydium weszli Jerzy Kaliski, Zbigniew Kucia i Piotr Gostyński, a skład Zarządu uzupełnili Krzysztof Całka, Tomasz Wiński, Jerzy Woyna Orlewicz, 
W latach 1990-92 kontynuowano cele szkoleniowe i podnoszenie kwalifikacji narciarskich na szczeblu centralnym tj. kursy instruktorskie, czy też unifikacje. Ponadto odbywały się kursy na stopień demonstratora oraz prowadzone w Dolinie Pięciu Stawów przez Stanisława Tatkę - Kursy Narciarstwa Wysokogórskiego. W tym czasie Stowarzyszenie prowadziło szeroko zakrojoną działalność gospodarczą dzierżawiąc korty tenisowe na obiektach Zwierzynieckiego, prowadząc Ski Serwis; uruchomiono akcję „Narty dziecięce i kijki”.
Stowarzyszenie zmuszone zostało do działań marketingowych tym bardziej, że SITN-PZN przejął administrację nad wszystkimi, którzy ukończyli kursy na stopień Demonstratora Szkolnego PZN, Pomocnika Instruktora PZN i Instruktora PZN. W ciągu kolejnych 10 lat liczba członków osiągnęła prawie 4000.
Polska stała się pierwszym krajem postsocjalistycznym, w którym struktura zrzeszenia instruktorów sportów śnieżnych była dopasowana do modelu obowiązującego w krajach alpejskich oraz w Ameryce Północnej. 
SITN kontynuując tradycję PZN utrzymał terminologię nazewnictwa stopni instruktorskich, ale zmiany w polskim prawie niejako uniemożliwiały federacjom sportowym zajmowanie się szkoleniem początkowym. Dlatego też PZN i SITN zawarły porozumienie w sprawie realizacji programu w zakresie upowszechniania narciarstwa i kształcenia kadr instruktorskich. W 2001 roku SITN-PZN zrzeszał ponad 4500 członków, co stawiało go jako najliczniejszego członka Polskiego Związku Narciarskiego. Można śmiało stwierdzić, że SITN-PZN pełni rolę ogólnopolskiej „akademii narciarstwa”, zrzeszając w swoim gronie prawie wszystkich nauczycieli narciarstwa (95%) we wszystkich jego formach tj. biegach, zjazdach, turystyce wysokogórskiej, czy też narciarstwie w stylu wolnym.
Ogólnopolski system szkolenia narciarskiego według jednolitego programu, corocznie unowocześnianemu i uzupełnianemu, realizowany jest pod nadzorem SITN-PZN w samodzielnych jednostkach jakimi są szkoły narciarskie, w których rozpoczyna się „kariera instruktorska” dla ok. 1800 kandydatów w sezonie. Stopień instruktora PZN corocznie uzyskuje od 100 do 200 kandydatów, a podobna liczba (ok. 200) uzupełnia swoje kwalifikacje na prowadzonych przez SITN-PZN kursach doszkoleniowych tzw. unifikacjach. Szkoły narciarskie SITN-PZN przeprowadzają każdego roku ponad 350 zawodów narciarskich, w których uczestniczy ponad 8000 zawodników, a instruktorzy SITN-PZN szkolą w sezonie ponad 60 000 nowych adeptów narciarstwa. Aktualnie w Polsce działają 72 licencjonowane szkoły narciarskie SITN-PZN.
SITN-PZN od momentu powstania nie korzysta z żadnych dotacji publicznych, a swoją działalność realizuje ze składek i nadwyżek statutowych oraz z działalności gospodarczej (reklama produktów i usług dla środowisk narciarskich).
SITN-PZN realizuje w procesie szkoleniowym program kształcenia instruktora rekreacji (stopień państwowy wprowadzony w 1996 r. o znacznie niższych wymaganiach niż stopień związkowy).
SITN-PZN jest członkiem międzynarodowych organizacji instruktorskich tj. IVSI (od 1990), ISIA (od 2001), IVSS (od 2006), a także uczestnikiem platformy INTERSKI (Federacja Instruktorów Sportów Śnieżnych).

### Kongresy nauczania
Polska była organizatorem kongresu INTERSKI w 1959 roku (6-13 kwietnia) w Zakopanem. Uczestniczyło w nim 122 uczestników z 16 krajów.
Kolejnym kongresem, który odbył się w Zakopanem był Kongres IVSI (międzynarodowa organizacja zrzeszająca instruktorów amatorów) w 2001 roku (24.02-03.03). Uczestniczyło w nim 121 osób z 11 krajów.

### Prezesi SITN-PZN na przestrzeni XX-lecia
- 1989 – 1990		działalność tymczasowego Zarządu SITN-PZN
- 1990 – 1992		Kazimierz Masłowski (†)
- 1992 – 1994		Kazimierz Masłowski (†)
- 1994 – 1998		Zbigniew Kucia (†)
- 1998 – 2000		Ludwik Żukowski
- 2000 – 2002		Kazimierz Masłowski (†)
- 2002 – 2006		Wojciech Gajewicz
- 2006 – 2009		Zbigniew Kucia (†)
- 2009 – 2010		Krzysztof Zięba
- 2010 – 2018		Zuzanna Podgórna (†)
- 2018 – 		 		Jacek Żaba